# 魚雷艇

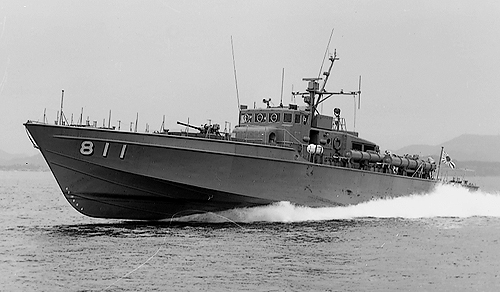
海上自衛隊の魚雷艇11号

魚雷艇（ぎょらいてい、英語: torpedo boat）は、魚雷を主兵装とする高速戦闘艇。基本的には内燃機関を用いた滑走船型のモーターボートであり、先に外燃機関を用いた排水量型の蒸気船として登場していた水雷艇とは明確に異なる艦艇だが、英語の"torpedo boat"という単語そのものにはそのような区別がないため、日本語に訳出する際に混同される場合もある。

## 第一次世界大戦まで
19世紀後半の水雷兵器の発達とともに、これを主兵装とする戦闘艇として登場したのが水雷艇であった。当初は外装水雷や曳航水雷が用いられていたが、攻撃用水雷の決定版として自走水雷（locomotive torpedo; 後の魚雷）が登場すると、こちらが広く用いられるようになった。当時、重砲でも大型の装甲艦を撃破することは難しかったのに対し、魚雷を用いれば、安価な小型艇であってもこれを撃破しうることから、1880年代には各国海軍は競って水雷艇を建造した。しかし1890年代に、水雷艇を大型化した駆逐艦が登場すると、水雷艇のニッチはこちらに奪われていき、残った水雷艇も沿岸用の小型駆逐艦としての性格が強くなっていった。
一方、この時期には、内燃機関を用いたモーターボートも登場していた。当初は手軽さが買われて主に内水域での水運で用いられていたが、1900年代にはその高速性・機動性を生かしたモーターボート競走も盛んに行われるようになった。そして第一次世界大戦が始まると、各国でその軍事利用が模索されるようになった。モーターボートによる水雷襲撃という点で先鞭をつけたのがイギリス海軍で、1915年夏、3人の大尉がソーニクロフト社を訪問し、艦載水雷艇のように運用できるモーターボートの開発を提案した。この計画は後に海軍が正式に推進するところとなり、まず40フィート型12隻が1916年1月に発注されて、同年8月に完成した。最終的に、40フィート型は合計39隻が建造されたほか、より大型の55フィート型は69隻が建造された。従来の水雷艇（torpedo boat）と区別するため、これらはCMB (Coastal Motor Boat) と呼称された。
これに対するドイツ帝国海軍も、防潜網を排除するために民間のモーターボートを徴用していたが、1916年より専用艇の建造に着手し、1917年より順次に竣工させた。これらは主機として飛行船（Luftschiff）のエンジンを用いていたため、船体番号に"L"を冠して呼称されていたが、飛行船も同様の命名法を用いていたことから、後に航空機用発動機（Luftschiff-Motor）に由来する"LM"に変更された。またイタリア海軍では1915年より対潜戦用のモーターボートとしてMASの建造を開始していたが、これもまもなく水雷襲撃を行うようになっていった。特にオーストリア＝ハンガリー帝国海軍の戦艦「セント・イシュトヴァーン」の撃沈に成功したことで、魚雷艇の有効性を各国に強く印象づけた。

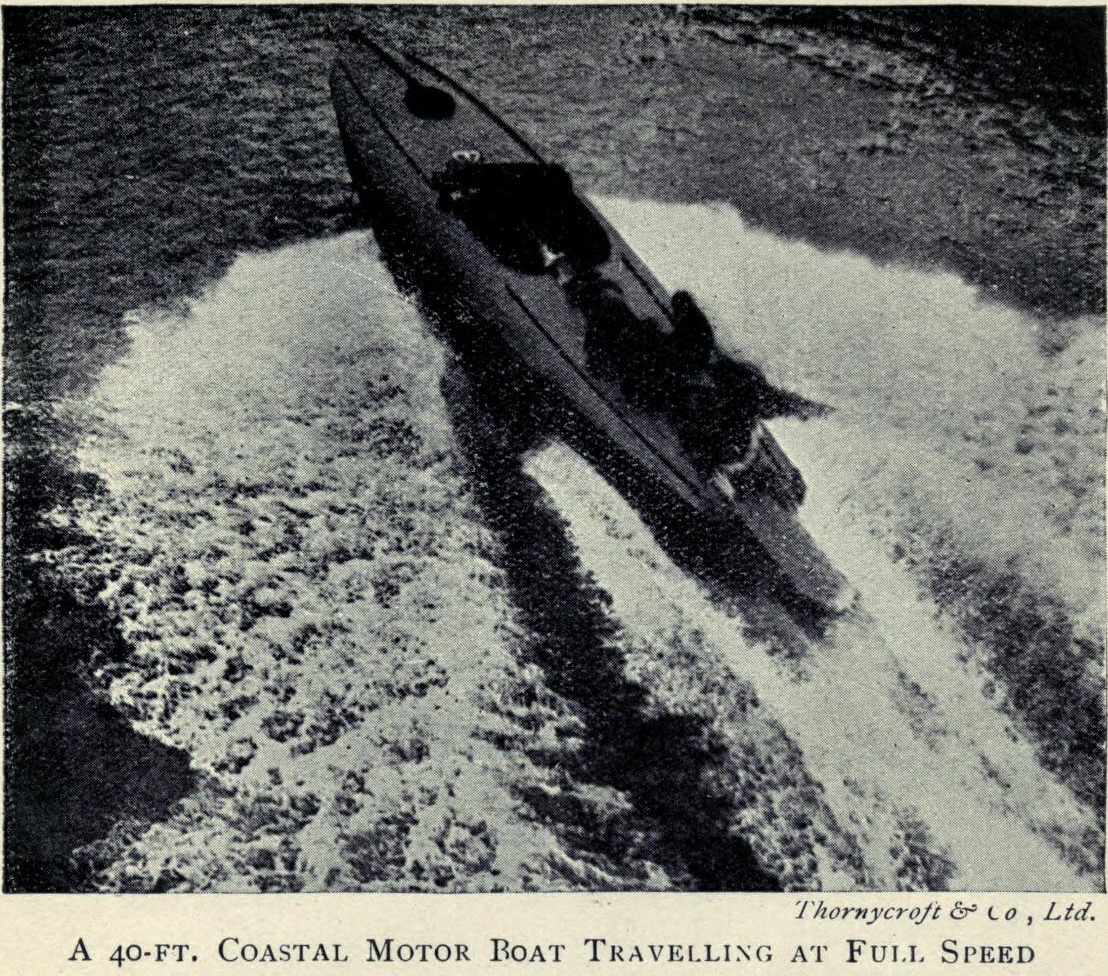
イギリス海軍の40フィート型CMB
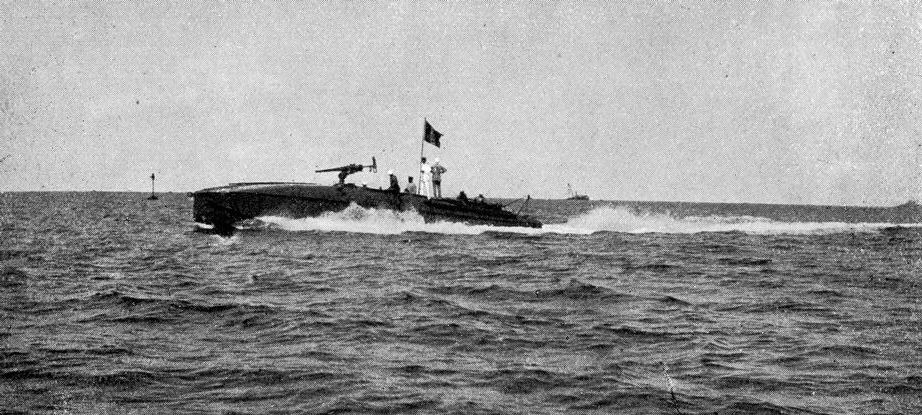
イタリア海軍のMAS

## 第二次世界大戦まで
ヴァイマル共和政下のドイツはヴェルサイユ条約による軍備制限を課されていたが、魚雷艇がこの制限に含まれるかが不明確だったことから、ヴァイマル共和国軍では、まず帝国海軍時代のLM艇を購入したのち、イギリス海軍のCMBをモデルとしたSボートの整備を開始した。またイタリア海軍もMAS艇の整備を継続しており、やはりCMBに似た形式も試みられた。
これに対し、CMBを創案したイギリスは、大戦後しばらくは魚雷艇から遠ざかっていたが、1935年の第二次エチオピア戦争を契機にイタリア海軍と対峙するようになると、MAS艇への対抗上から、再び魚雷艇の整備に着手した。これによって建造されたのが高速魚雷艇（MTB）で、1937年以降、大量に建造された。
戦間期には、第一次世界大戦で魚雷艇を採用しなかった国も、その研究に着手した。フランス海軍は1921年に最初の試作艇1隻を建造し、内火水雷艇を意味するVT（Vedette torpilleur）を冠して称されたが、第二次世界大戦までに12隻が完成したのみで、実戦での実力は未知数に終わった。また大日本帝国海軍では、CMBやLM艇、MAS艇を輸入しての研究を経て、昭和14年度の軍事予算による第三次戦備促進計画で第一号型魚雷艇の建造に着手した。
アメリカ海軍は1938年に魚雷艇の設計コンテストを行い、これをもとにPTボートを大量に建造した。当時、同国は競走用などの民生用モーターボートでは世界をリードする技術力を発揮していたものの、兵器としての運用経験は浅かったため、結局はイギリスの設計をベースとしたものが主流となった。しかしその優れた造機技術は遺憾なく発揮され、各種のPTボートはすべてパッカードの1A-2500ガソリンエンジンを舶用化したエンジンを搭載したほか、このエンジンは他の連合国の魚雷艇にも広く採用された。

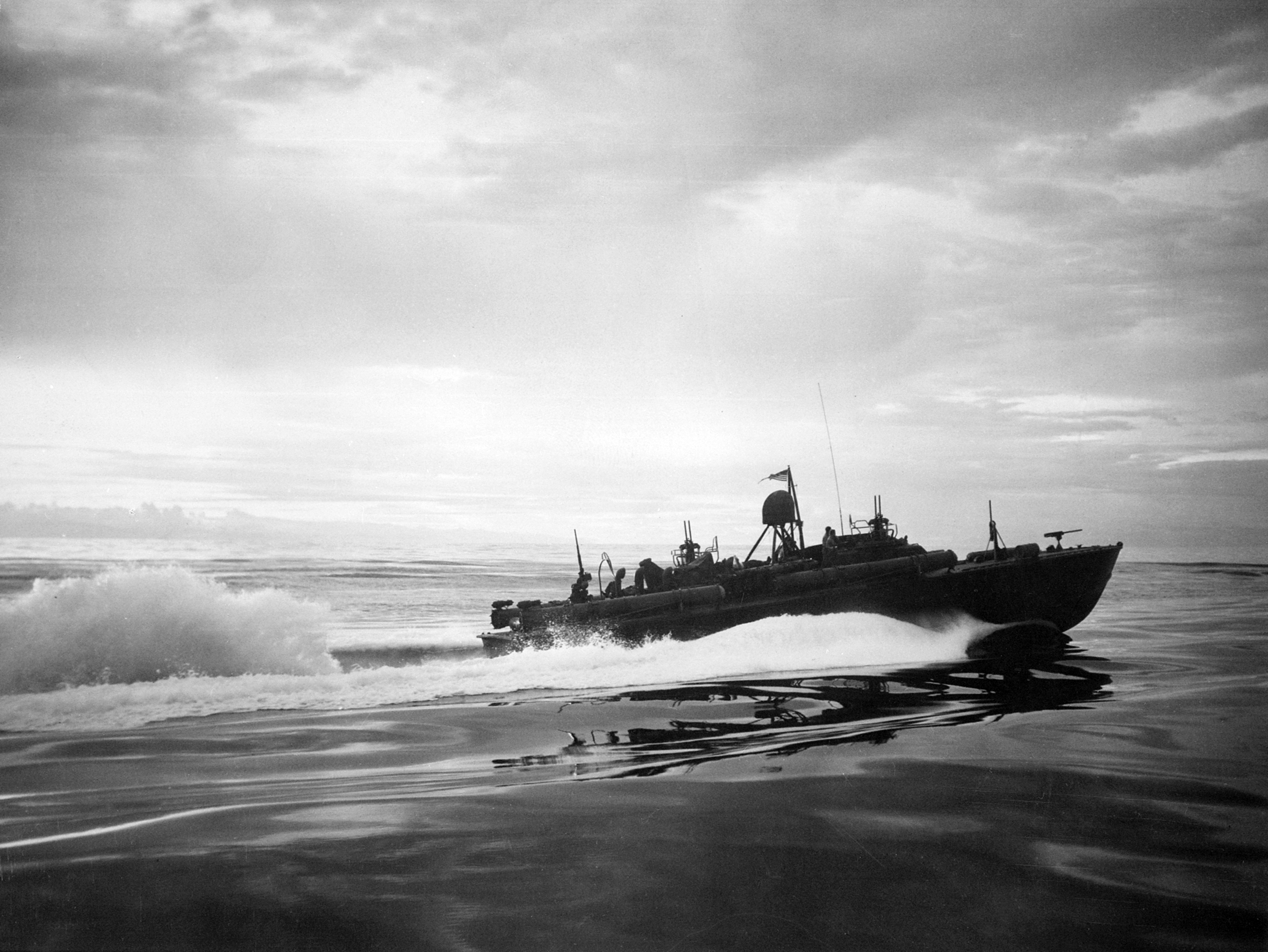
ニューギニア方面で哨戒任務に就く米海軍PTボート
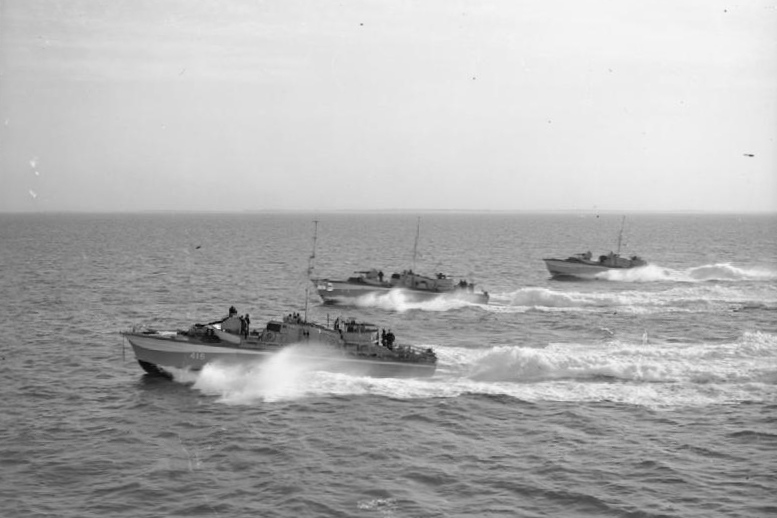
ノルマンディー上陸作戦で敵襲に備える英海軍MTB

## ミサイル艇への発展
大戦後も、各国で魚雷艇様式の高速艇の研究・開発が進められており、イギリスでは主機としてガスタービンエンジンの導入を試みた。
一方、1940年代から1950年代にかけて、魚雷に代わる対艦兵器として艦対艦ミサイル（SSM）が登場しはじめていた。ソビエト連邦では、1950年代末にP-15「テルミート」（SS-N-2「スティクス」）の開発に成功すると、ただちに183型（P-6級）魚雷艇の雷装をSSM装備に換装した183R型ミサイル艇（コマール型）の配備を開始した。西側諸国でのミサイル艇の先駆者にあたるイスラエル海軍のサール級ミサイル艇（サールI～III型）も、西ドイツ海軍のヤグアル級魚雷艇を発展させた設計であった。
このように初期のミサイル艇の多くは魚雷艇の発展型であったほか、ノルウェー海軍のスネッグ級やスウェーデン海軍のノーショーピング級など、北欧諸国の初期のミサイル艇では魚雷発射管が併載されていた。また、特にソ連海軍では、SSMで一義的な戦闘力を奪ったのちに長魚雷による接近攻撃でとどめを刺すという運用を構想するとともに、対潜兵器も兼用させる場合もあったことから、ミサイル艇が実用化されたあとでも魚雷艇の建造が続けられた。ただし水上艦攻撃の構想が後退するにつれて、1980年代以降、魚雷艇の新規の就役はなくなっていた。
2000年頃には、世界中で162 隻の魚雷・ミサイル兵装混載艇と47 隻の純粋な魚雷艇が運用されていた。その内訳は、バングラデシュで1隻、ミャンマーで10隻、エジプトで8隻、イスラエルで17隻、ロシア連邦で5隻（国境警備艦艇を除く）、朝鮮民主主義人民共和国で6隻であった。

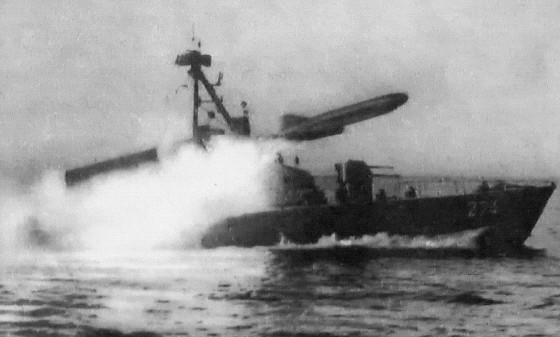
ソ連海軍の183R型ミサイル艇
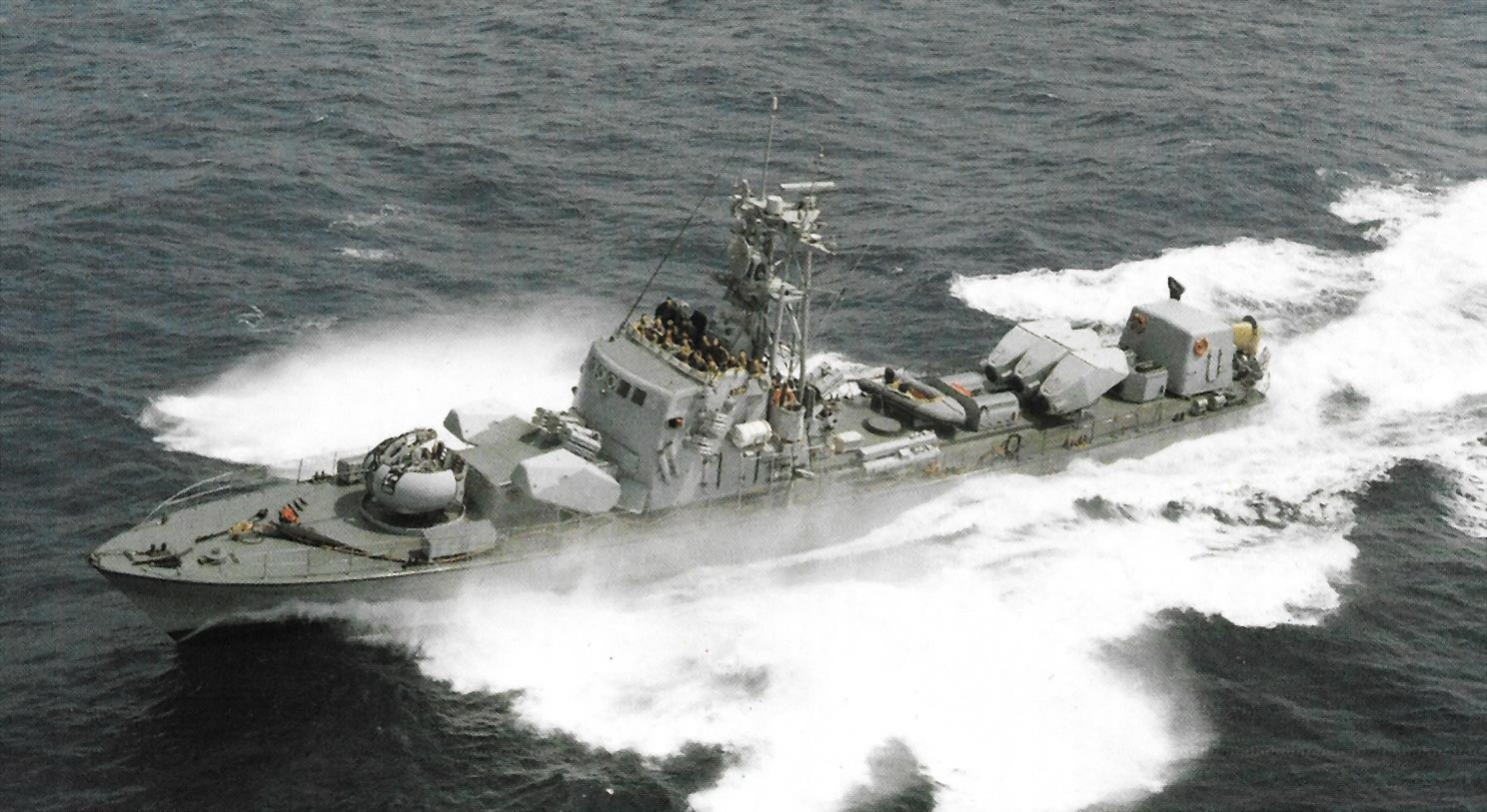
イスラエル海軍のサールII型ミサイル艇